# Troche
 Troche  (en occitano Trocha) es una comuna y población de Francia, en la región de Lemosín, departamento de Corrèze, en el distrito de Brive-la-Gaillarde y cantón de Vigeois.
Su población en el censo de 2008 era de 526 habitantes.
Está integrada en la Communauté de communes du Pays de Pompadour.

## Demografía
| 632 | 683 | 629 | 558 | 528 | 486 | 526 |
| Para los censos de 1962 a 1999 la población legal corresponde a la población sin duplicidades (Fuente: INSEE [Consultar]) |     |     |     |     |     |     |